# Дама в меховой накидке
«Дама в меховой накидке» — портрет неизвестной молодой женщины, написанный в XVI веке. Первоначально приписывался Эль Греко, однако в настоящее время считается работой Алонсо Санчеса Коэльо (ок. 1531—1588).

## Описание
На портрете изображена молодая привлекательная женщина с тёмными волосами и бровями, черными глазами и ярким оттенком губ. Она одета в меховую накидку (вероятно, из горностая или рыси), прикрывающую её платье. Её голова и шея прикрыты полупрозрачным платком, под которым виднеется ожерелье, украшающее её шею. На правой руке дамы два кольца. Фон тёмный, не детализированный. Личность изображенной женщины не установлена, кроме того, что она, очевидно, представительница аристократии (судя по богатству её наряда).

## История
История картины достоверно известна с середины XIX века. Картину купил в 1853 году сэр Уильям Стерлинг Максвелл. В 1967 году его внучка Анна Максвелл Макдональд подарила полотно городу Глазго вместе с коллекцией работ испанских художников и семейным домом, Поллок-хаусом, в котором ныне расположен музей.

## Авторство и модель
Картина, по мнению специалистов, определённо написана в Испании (или испанским мастером) XVI века. Долгое время автором считался Эль Греко (Доменикос Теотокопулос; 1541—1614) — знаменитый испанский живописец греческого происхождения, а моделью — Херонима де Куэвас, любовница Эль Греко и мать его сына Хорхе Мануэля. Эта версия, к примеру, была отражена в биографическом художественном фильме «Эль Греко» 2007 года: в одной из сцен фильма художник показан за написанием с натуры именно «Дамы в меховой накидке».
В 2014 году картина прошла техническую экспертизу в музее Прадо, куда была отправлена на выставку, приуроченную к 400-летию со дня смерти Эль Греко. В ходе проведенных исследований авторство Эль Греко было поставлено под сомнение, а позже практически исключено. По словам специалиста Университета Глазго Марка Рихтера: «Все свидетельства указывают, что материалы и методы, использованные при создании картины, соответствуют практике XVI века в Испании. Тем не менее состав слоев у „Дамы в меховой накидке“ отличается от картин, которые принадлежали Эль Греко. <…> Одно из главных отличий заключается в том, что Эль Греко обычно грунтовал свои холсты грунтом коричневато-красного цвета. Этот характерный слой нередко включал в себя драгоценные пигменты других цветов, что говорит о том, что художник использовал соскобы из своей палитры. Грунтовочный слой „Дамы в меховой накидке“ не соответствует этому, он светло-серого цвета».
По одной из версий, на портрете изображена инфанта Каталина Микаэла Австрийская или её сестра Изабелла Клара Евгения (обе дочери короля Филиппа II), Коэльо часто писал их портреты:

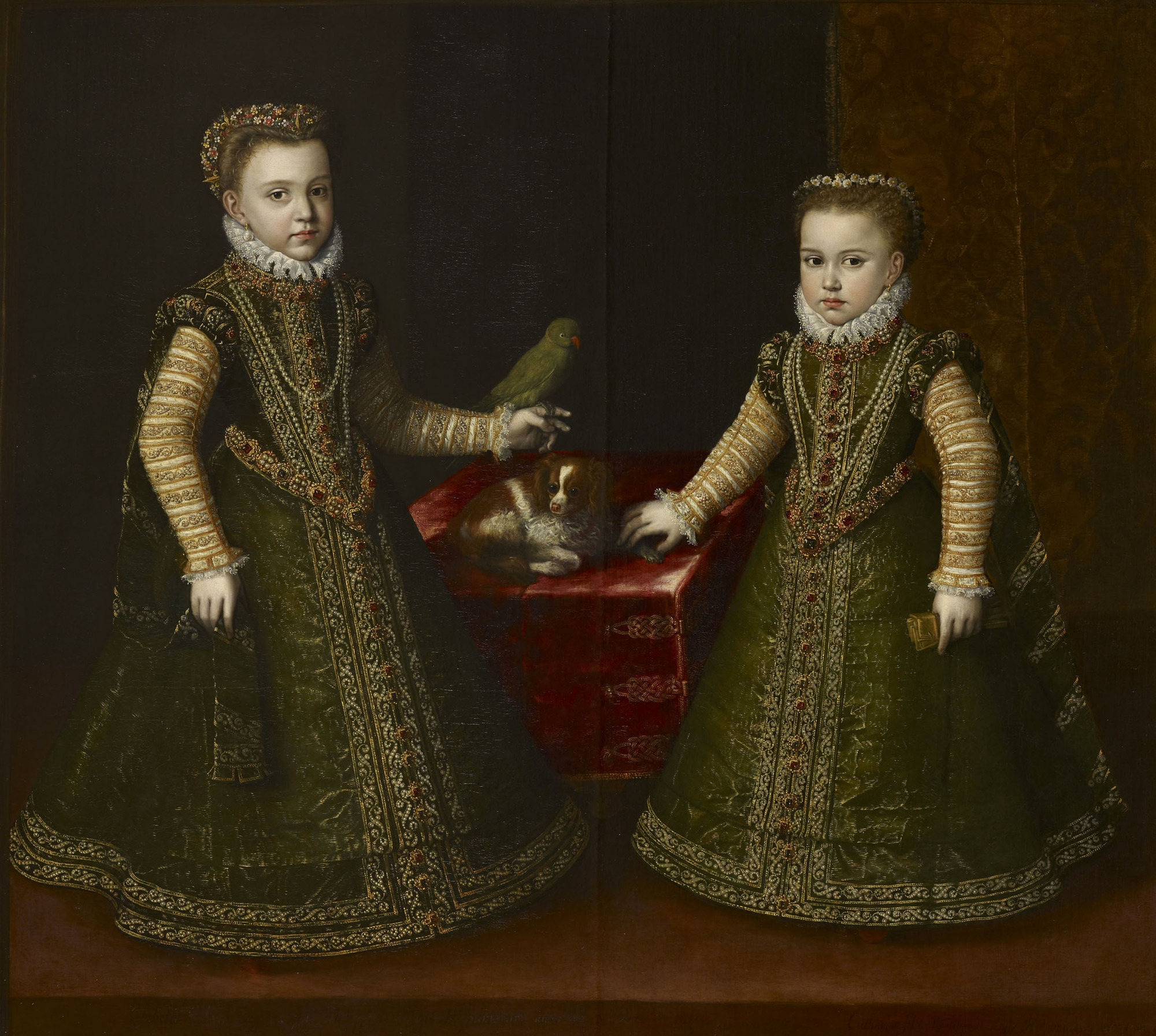
Инфанты Изабелла Клара Евгения и Каталина Микаэла. Алонсо Санчес Коэльо или Софонисба Ангвиссола, 1571
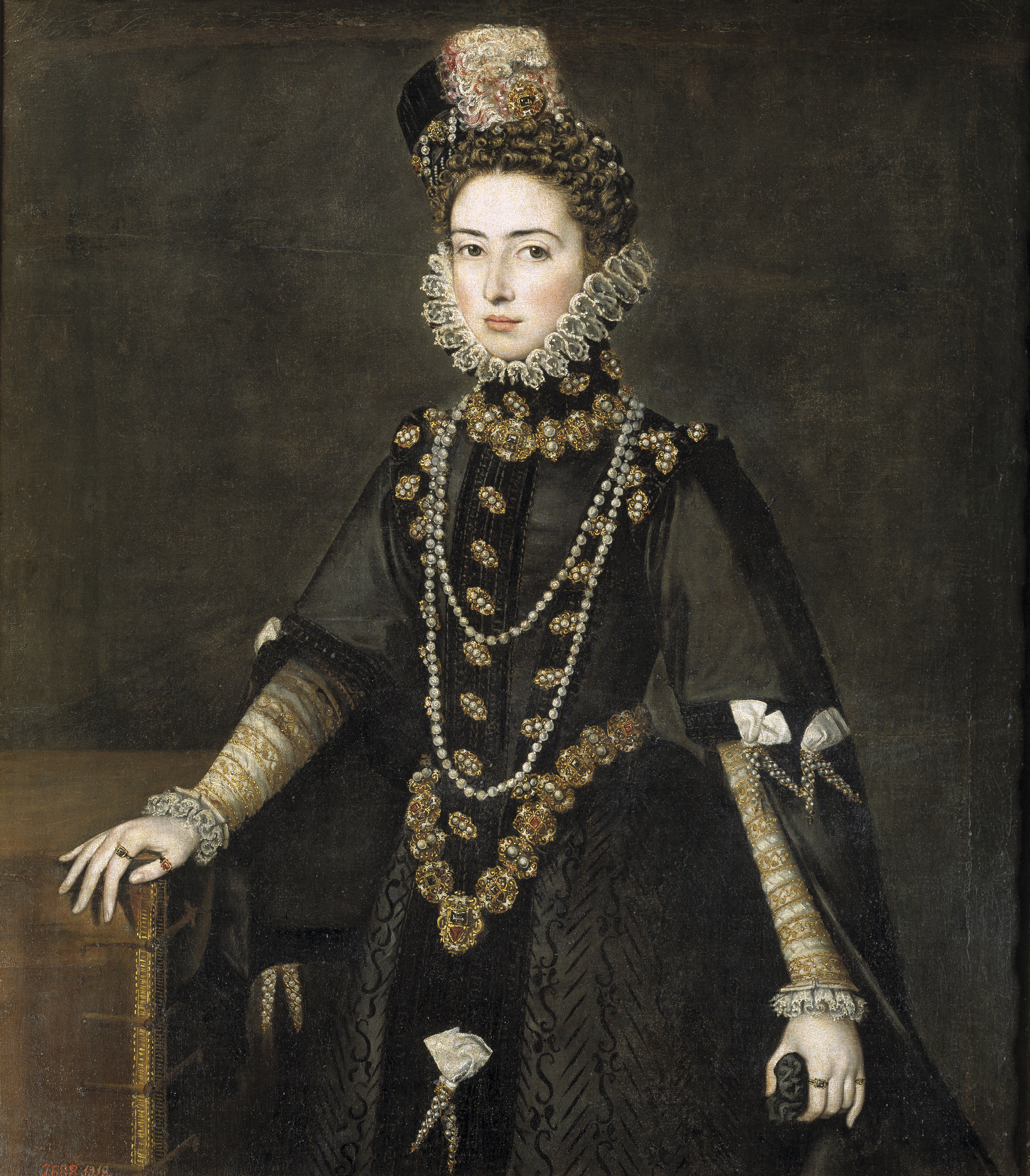
Инфанта Каталина Микаэла. Коэльо, между 1584 и 1585
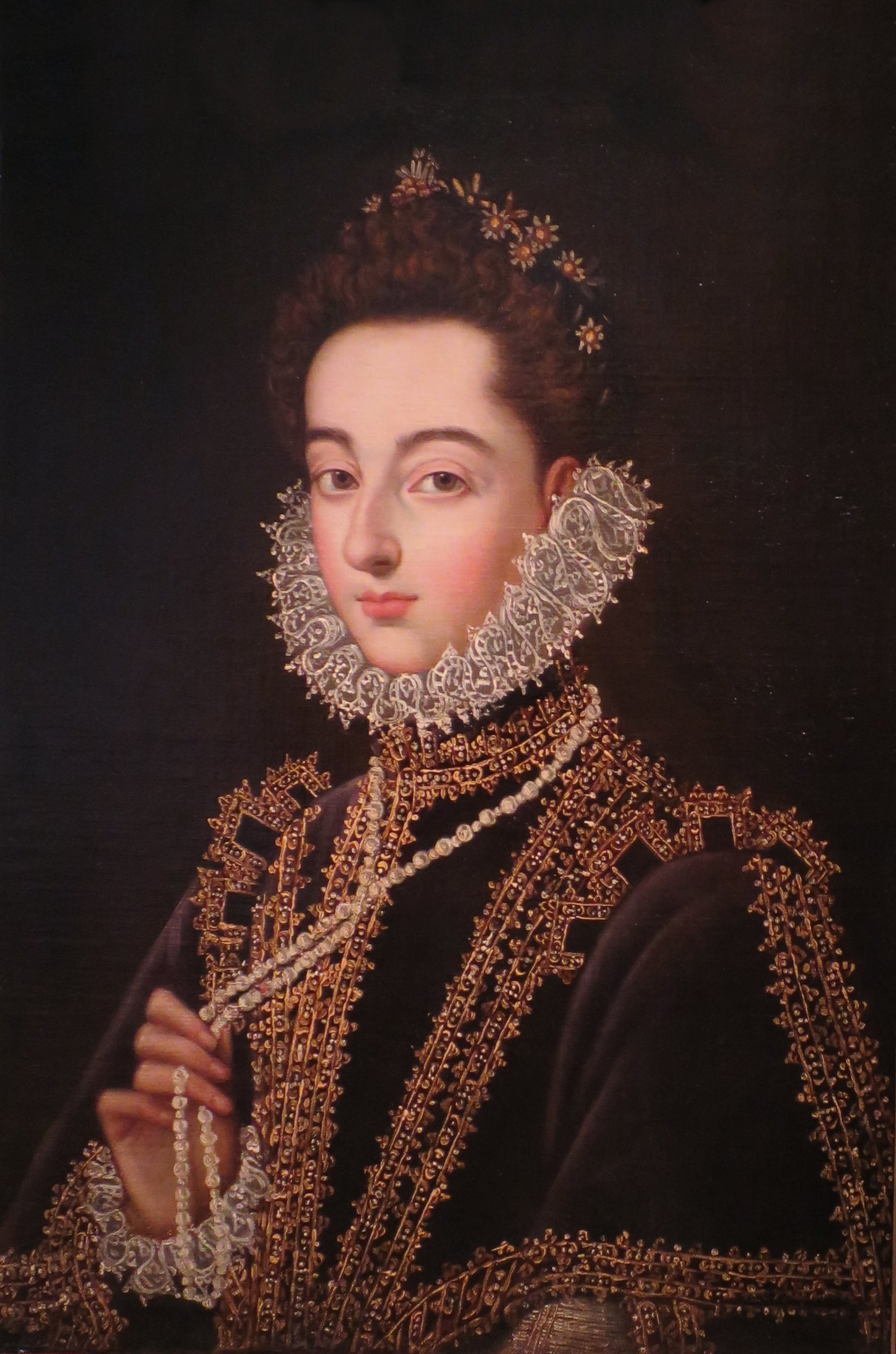
Инфанта Каталина Микаэла. Коэльо, между 1582 и 1585
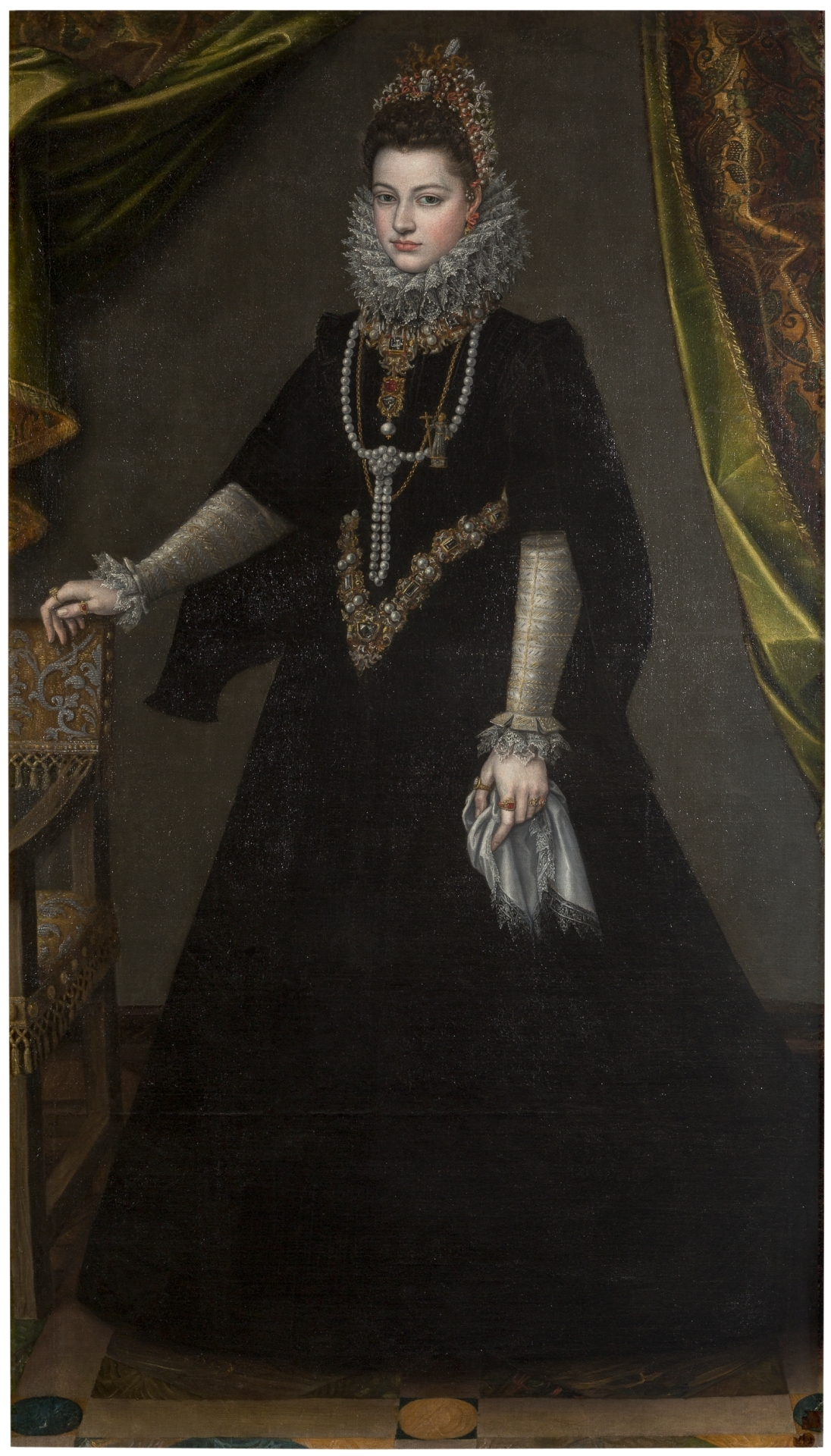
Инфанта Изабелла Клара Евгения. Софонисба Ангвиссола, ок. 1598
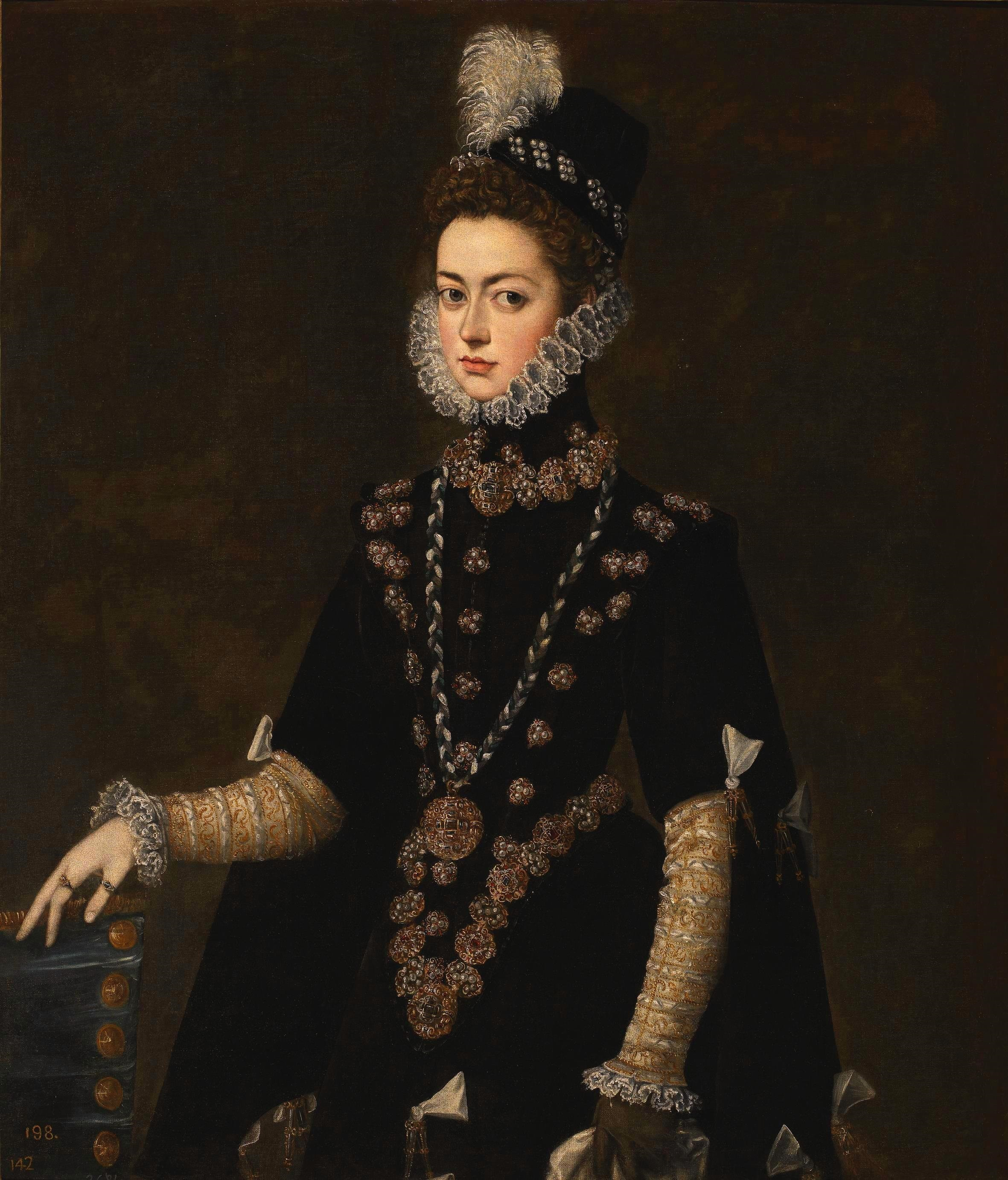
Инфанта Каталина Микаэла. Хуан Пантоха де ла Крус, ок. 1585

Другим художником-портретистом, писавшим инфант в разные годы их жизни, была Софонисба Ангвиссола. Версия и её авторства «Дамы в меховой накидке» была отведена.